# میسون بنت بحدل
میسون بنت بحدل (به عربی: میسون بنت بحدل) همسر معاویه بن ابی‌سفیان نخستین خلیفه بنی امیه و مادر یزید بن معاویه دومین خلیفه بنی امیه بود. وی اهل قبیله بنی کلب بود که در بیابان شام ساکن بودند.